# George Healis
George Albert Healis, ameriški veslač, * 3. junij 1906, † 6. december 1990.
Healis je za Združene države Amerike nastopil kot član četverca brez krmarja na Poletnih olimpijskih igrah 1928 v Amsterdamu. Ameriški čoln je tam osvojil srebrno medaljo.  